# Tieringen
Tieringen ist ein Stadtteil von Meßstetten mit 1031 Einwohnern (Stand 2020) im Zollernalbkreis und ist ein anerkannter Erholungsort am Großen Heuberg.

## Geographie
Tieringen liegt auf der Hohen Schwabenalb nahe dem Albtrauf in einem Hochtal, umgeben von knapp 1000 m hohen Bergen des Großen Heubergs, direkt auf der Europäischen Hauptwasserscheide. Auf der Gemarkung entspringen als Gebirgsbäche die Obere Bära (Nebenfluss der Donau) und die Schlichem (Nebenfluss des Neckar). Der höchste Berg auf Tieringer Gemarkung ist das Hörnle (956 m ü. NN) am Albtrauf. Der nahe Lochenpass (890 m. ü. NN) überwindet den Albtrauf und stellt so die wichtigste Verbindung des hochgelegenen Tieringer Hinterlandes zum Albvorland dar.

## Geschichte
Die Geschichte von Tieringen geht bis in das 4. Jahrhundert auf eine alte alemannische Siedlung zurück. Urkundlich wird das Dorf erstmals im Jahr 1275 erwähnt; damals gehörte es den Grafen von Hohenberg. Um 1300 besaß Graf Friedrich von Zollern Land und Leibeigene in Tieringen.
Am 2. Mai 1345 und 1347 erfolgte ein Verkauf mit Hossingen, Tieringen und Meßstetten an Heinrich von Tierberg. 1348 übereignete Graf Heinrich von Hohenberg Heinrich dem Schmied von Unterdigisheim den Bannwarten Hof in Tieringen. Bereits in Knoblochs Oberbadischem Geschlechterbuch wird der Ort Haiterbach dem Beinamen der Meßstetter Seitenlinie der Herren von Tierberg zugeordnet. Ritter Heinrich von Tierberg genannt Haiterbach hatte sehr wahrscheinlich seinen Besitz in Haiterbach verkauft und dafür seine neue Herrschaft erworben, deren Mittelpunkt Meßstetten war. Schließlich wurde über den Ritter von Tierberg 1418 an den Grafen von Württemberg verkauft.
1525 kam im Bauernaufstand die soziale und politische Unzufriedenheit in Meßstetten zum Ausbruch. Oberdigisheim und Tieringen wurden Zentren des Aufstands. Gleich zu Anfang des Jahres plünderten die Aufständischen die Schalksburg. Das Abzeichen der Bauern um Balingen war eine schwarz-rote Fahne mit weißem Kreuz.
Im Bauernkrieg wurde laut mündlicher Überlieferung die Burg Hossingen beschädigt, der Pfarrer von Oberdigisheim zählte zu den Anführern. Pfarrer Johannes Wendel stand mit den Aufständischen im engen Bunde. Am 29. Februar 1525 erreichten die Soldaten des Bauernjörg über Tieringen den Lochenpass. Unterhalb der Lochen kam es zu Kämpfen. (siehe auch abgegangene Burg Tieringen)
Tieringen gehörte zu Zeiten des Herzogtums und des Königreichs Württemberg zum Oberamt Balingen, nach der Gebietsreform 1938 zum gleichnamigen Landkreis.
Seine kargen und steinigen Böden zwangen im 19. Jahrhundert zahlreiche Einwohner, den damals landwirtschaftlich strukturierten Marktflecken zu verlassen. Dies war auch der Grund, weshalb nach anderen Erwerbsquellen gesucht werden musste, die sich damals in Form von Webereien und Spinnereien darboten, zu denen sich wenig später auch die Mechanik gesellte. Heute bietet der Ort über 900 Arbeitsplätze.
Bei der 1973 durchgeführten Kreisreform kam Tieringen mit dem gesamten Landkreis Balingen zum neuen Zollernalbkreis. Am 1. Januar 1974 wurde Tieringen nach Meßstetten eingemeindet.
1978 wurde das alte Rathaus abgebrochen und ein neuer Zweckbau mit Feuerwehrhaus erstellt. Das Feuerwehrhaus wurde 1998 vergrößert und renoviert. In der Umgebung gibt es mehrere Wanderparkplätze und -wege.

## Tourismus

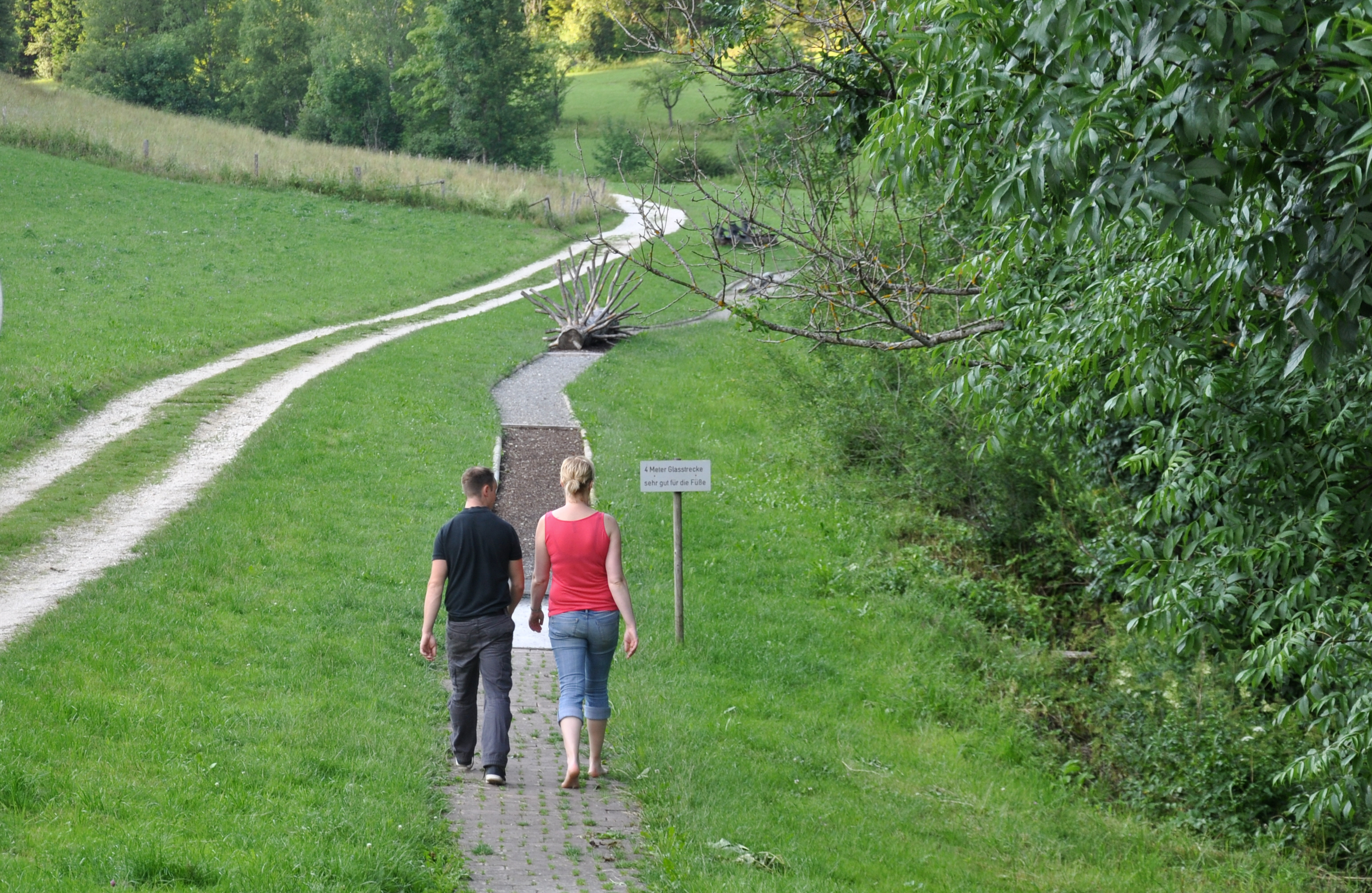
Barfußpfad Tieringen

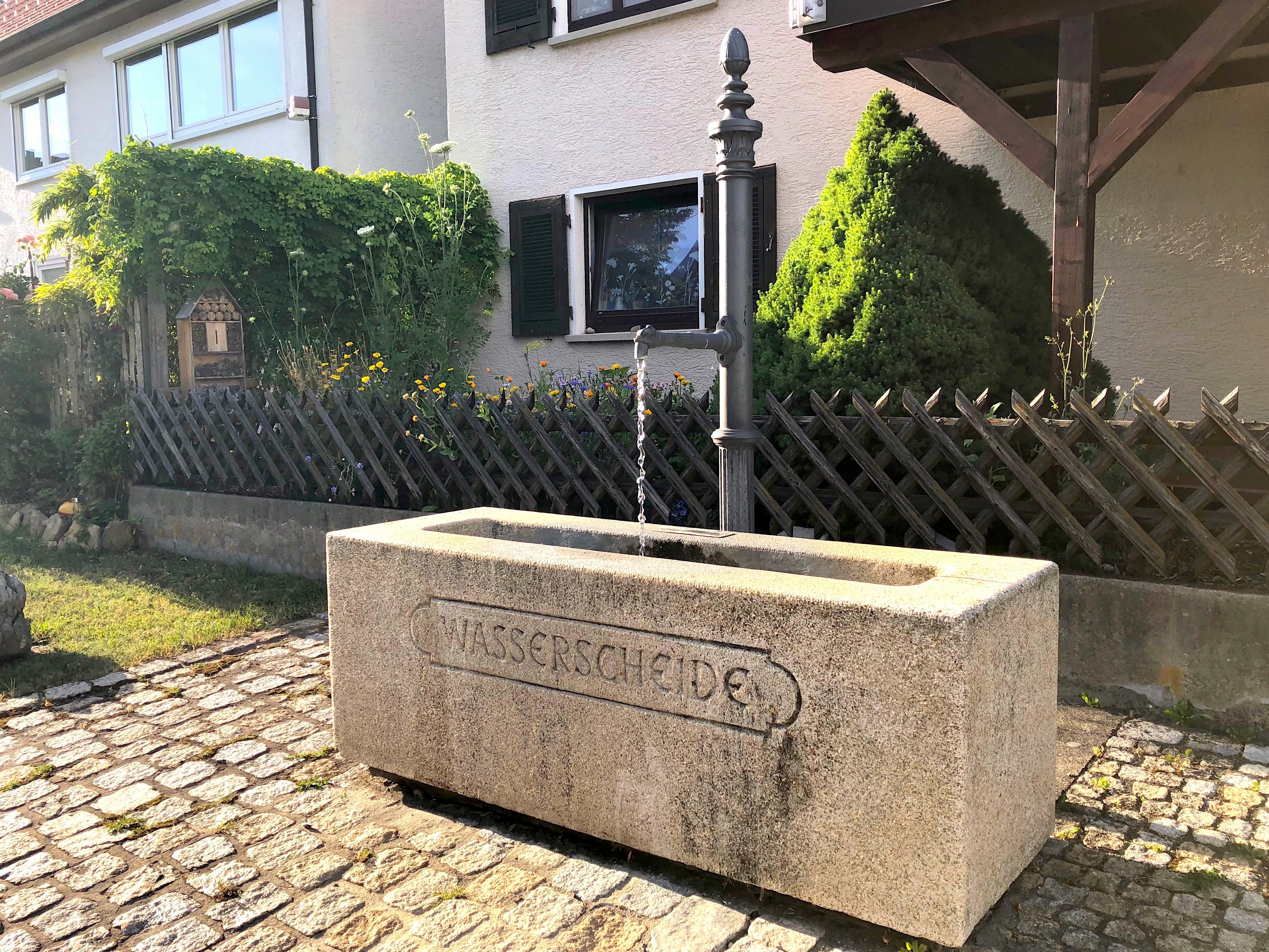
Brunnen Wasserscheide

Tieringen ist ein anerkannter Erholungsort mit Familienferiendorf (Hallenbad und Sauna), Skilift, Langlaufloipen, Nordic Walking, Tennisplatz, Barfußpfad und Wanderwegen.
Im Sommer verkehrt an Sonn- und Feiertagen der Schlichem-Rad-Wander-Bus 17/38 von Balingen über die Lochen und Tieringen nach Schömberg und Rotenzimmern und zurück. Der Bus bietet damit in Balingen und Schömberg Anschluss an die Angebote des Rad-Wander-Shuttles der Zollern-Alb-Bahn.
Der Ort liegt auf der Europäischen Wasserscheide Rhein-Donau, nach Süden zur Donau hin entwässert die Bära, zum Neckar hin die Schlichem.

### Wander- und Radwege
Tieringen besitzt ein ausgedehntes Wanderwegenetz, das vom Schwäbischen Albverein angelegt wurde. Der Schwäbische-Alb-Nordrand-Weg sowie Rundwanderwege und Radwege sind ausgeschildert. Der Schlichemwanderweg startet in Tieringen als Flusswanderweg; die Via Beuronensis führt als Pilgerweg durch den Ort.
Bereits 1896 wurden siebentägige Wanderungen in Kombination mit Bahnfahrten beworben. Julius Wais beschreibt in Albführer im Jahre 1901 eine Wanderung vom Bahnhof Laufen zum Gräbelesberg über das Lochenhörnle zum Lochenstein und weiter zum Balinger Bahnhof. Heutzutage können weniger geübte Wanderer den Weg im Sommer mit dem Rad-Wander-Shuttle in Etappen einteilen. Einen überregional bekannten Trail, der die Lochen von Tieringen nach Weilstetten für Mountainbiker von 7,5 auf 1,9 Kilometer verkürzt erstellte und pflegt die Mountainbike-Sektion des Skiclubs Weilstetten.

## Wirtschaft und Infrastruktur

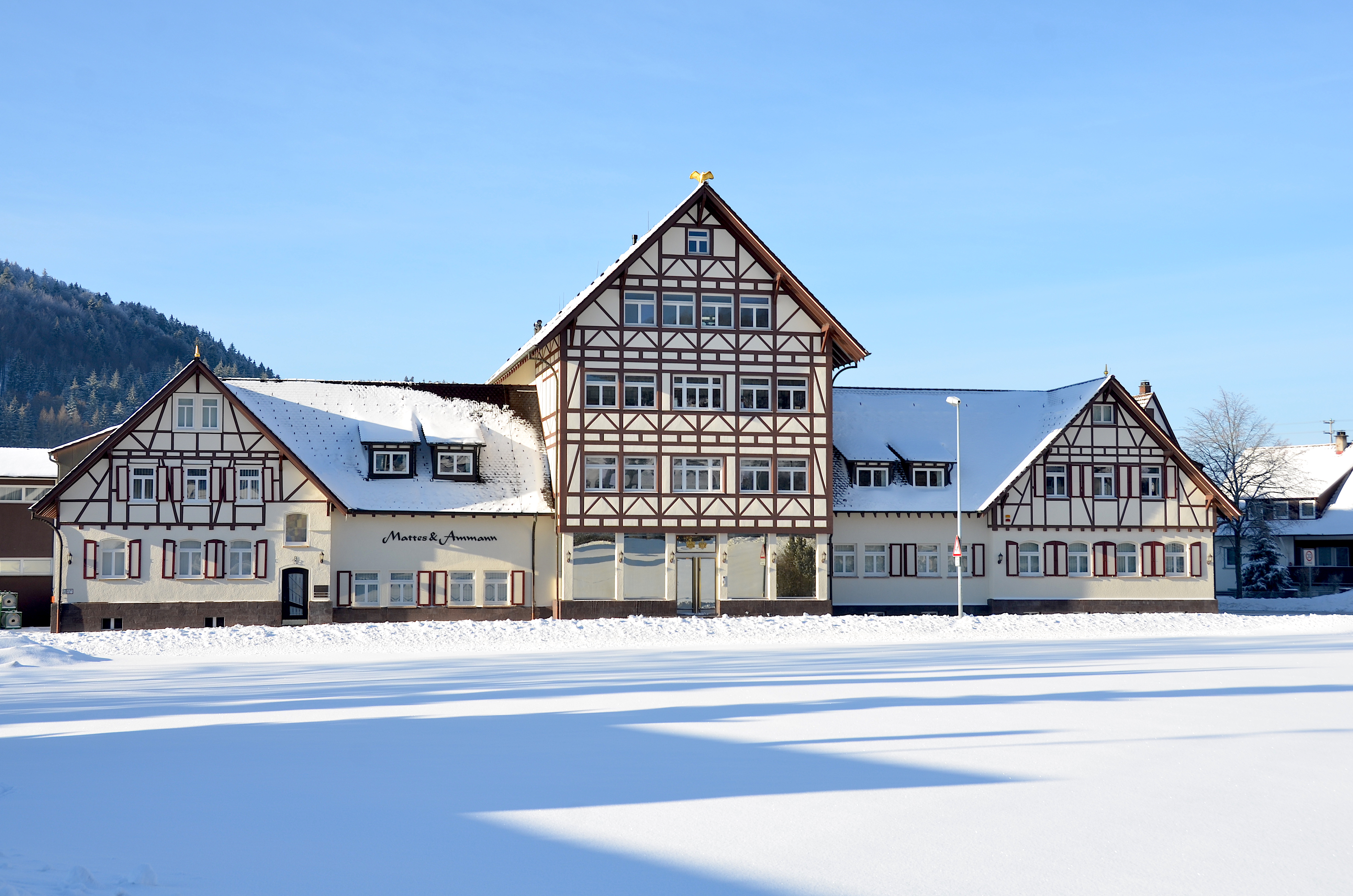
Mattes & Ammann in Tieringen (2019)

Die wichtigsten Unternehmen sind Interstuhl Büromöbel GmbH & Co. KG (Sitzmöbel), Mattes & Ammann GmbH & CO. KG (Technische Textilien), Cura CNC-Präzisionsteile GmbH und die Robert Koch GmbH (Präzisionswerkzeuge).
Mit dem Familienferiendorf Tieringen, das gemeinnützige Familienerholung bietet, und dem Tagungshaus Bittenhalde der Evangelischen Landeskirche besitzt Tieringen auch überregional bekannte touristische Einrichtungen.
Die Wasserversorgung wird durch den Zweckverband Wasserversorgung Hohenberggruppe gewährleistet, die ihren Sitz in Meßstetten hat.

## Sagen

### Scheintrauung vom 28. Januar 1711

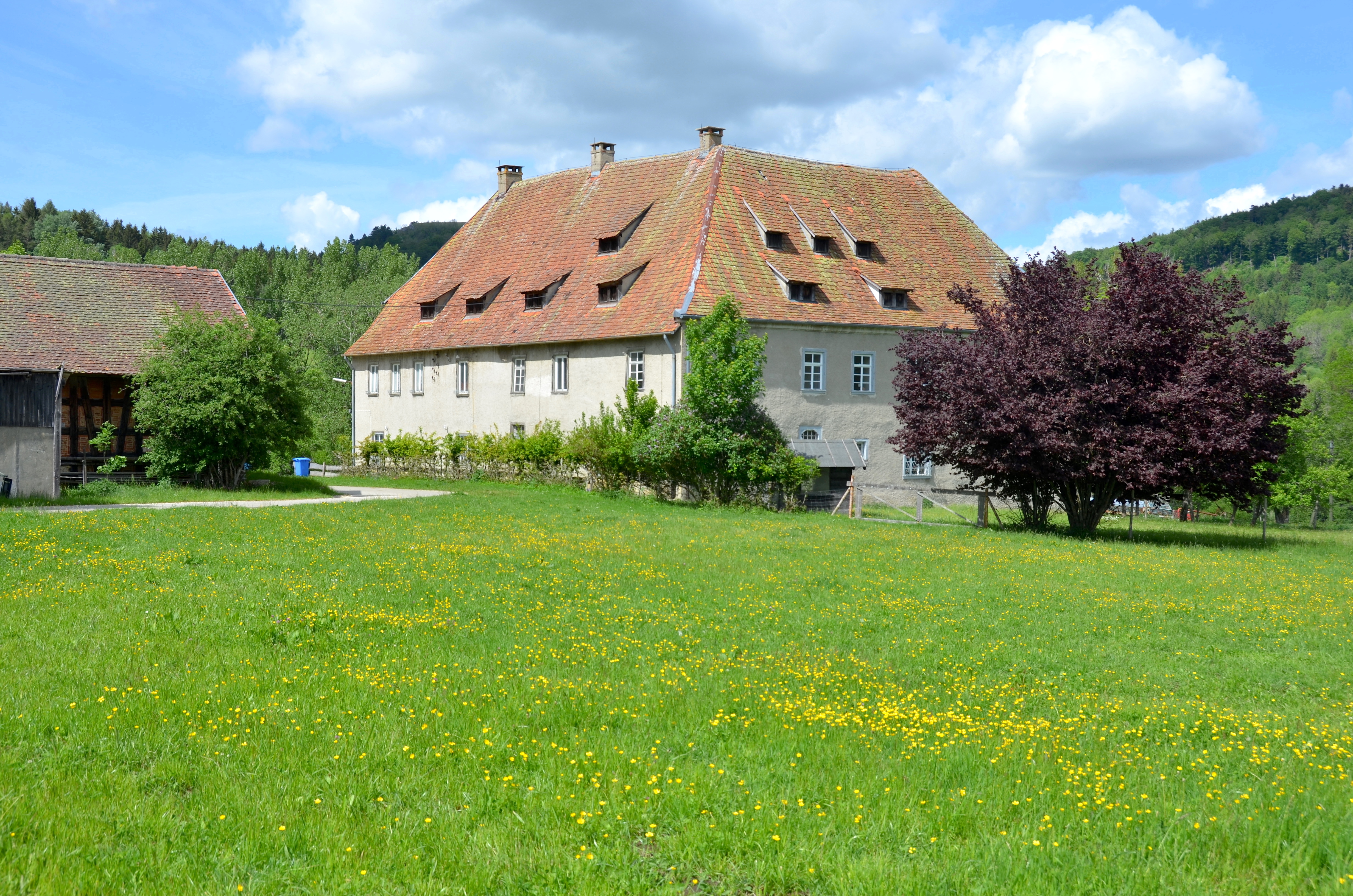
Hofgut Oberhausen (ehem. Schloss)

Nach einer Scheinehe der Wilhelmine von Grävenitz im Schloss Oberhausen bei Tieringen 1711 durch den Tieringer Pfarrer werden wichtige Urkunden von Tieringen vernichtet. Die Geliebte des Landesvaters wollte auch ihren Einfluss in der Evangelischen Kirche geltend machen. Dies misslang ihr bei dem tief religiösen Superintendenten jedoch. Auf ihre Bitte, man möge sie namentlich ins Gebet in der Evangelischen Kirche in Württemberg aufnehmen, antwortet Pfarrer Osiander in der Stuttgarter Stiftskirche, das sei schon der Fall bei jedem Gottesdienst in der siebten Bitte des Vaterunsers (mit den Worten: ‚Erlöse uns von dem Übel‘). Seine Lohnzahlung (damals auch über landwirtschaftliche Eigenbetriebe) wurde sofort eingestellt.

## Religion
Es gibt in Tieringen die evangelische Kirche Unserer lieben Frau und das sogenannte Käpelle.

## Sport
- Sportanlagen Goldrain

Der Sportverein Tieringen erstellte zwei Rasenplätze und ein Sportheim.
- Alpinskilift

Der Skiclub betreibt eine Liftanlage in Tieringen-Oberstocken.
- Loipen und Schneeschuhwege

Im Winter werden in Tieringen Loipen und Schneeschuhwege angelegt.
- Mountainbiketrail

Steilabfahrt neben dem Lochenpass Startpunkt Abzweig Jugendherberge. Statt wie bei Radwegen üblich direkt neben asphaltierten Kehren von der Passhöhe hinabzufahren, wird die Strecke als Steilabfahrt kreuzungsfrei neben den Kehren  geführt.

## Verkehr
Ein Eisenbahnprojekt zu Beginn des 20. Jahrhunderts sah den Bau einer Bahnstrecke vom industriell prosperierenden Ebingen über Meßstetten nach Nusplingen vor, wo an die ebenfalls noch zu bauende Heubergbahn von Spaichingen angeschlossen werden sollte. Im Jahr 1909 wurden dazu detaillierte Pläne ausgearbeitet, nach denen auch Tieringen einen eigenen Bahnhof erhalten sollte. Das Projekt wurde jedoch nicht verwirklicht.

## Persönlichkeiten
- Rut Hanselmann (1928–2024), Malerin
- Matthias Koch (1860–1936), Heimatdichter
- Theodor Friedrich Wilhelm Märklin (1817–1866), Flaschner und Unternehmer, Gründer der Spielwarenfirma Märklin.
- Pablo Wendel (* 1980), Künstler

Ansichten
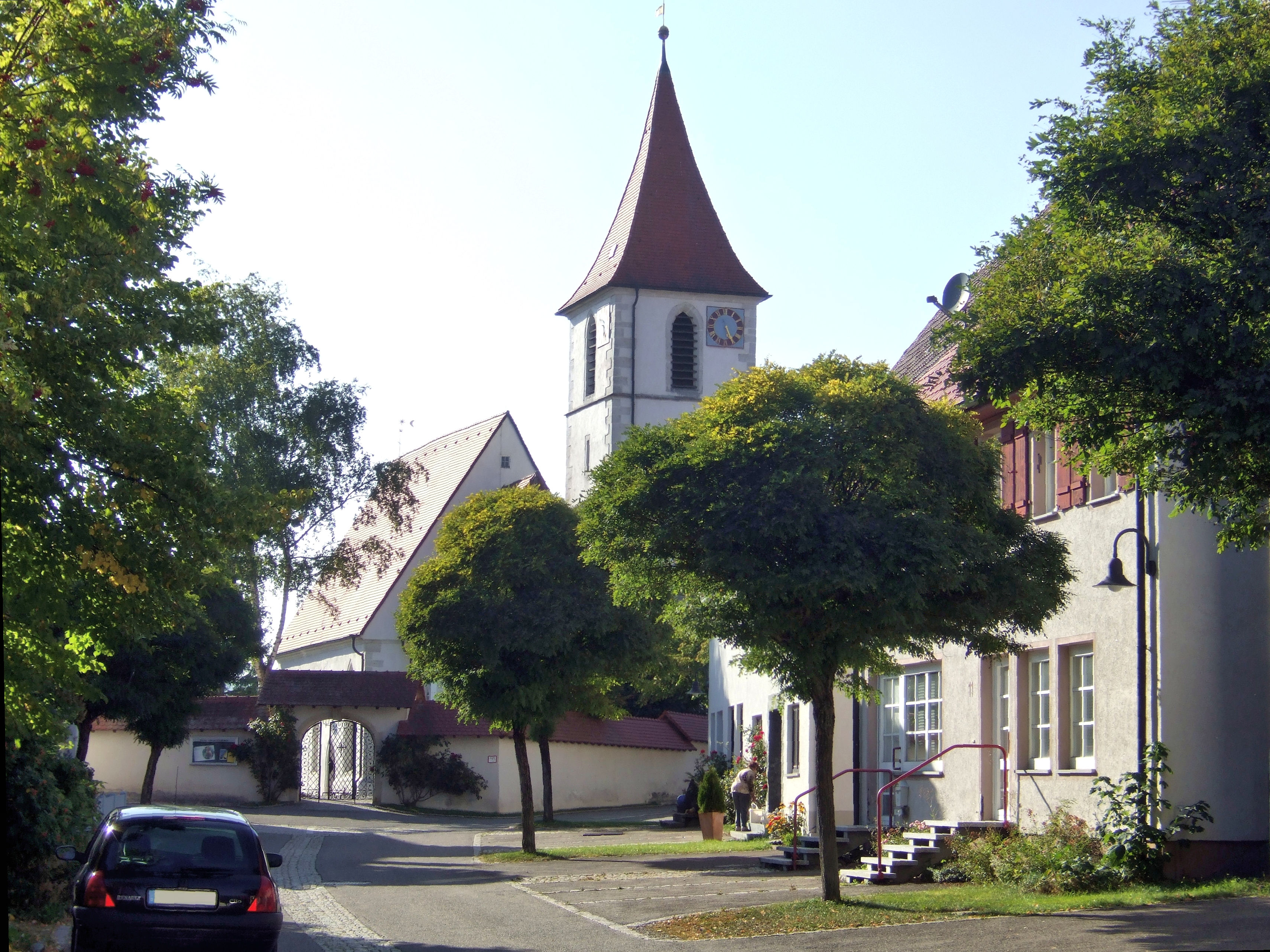
Evangelische Kirche (an der Wasserscheide)
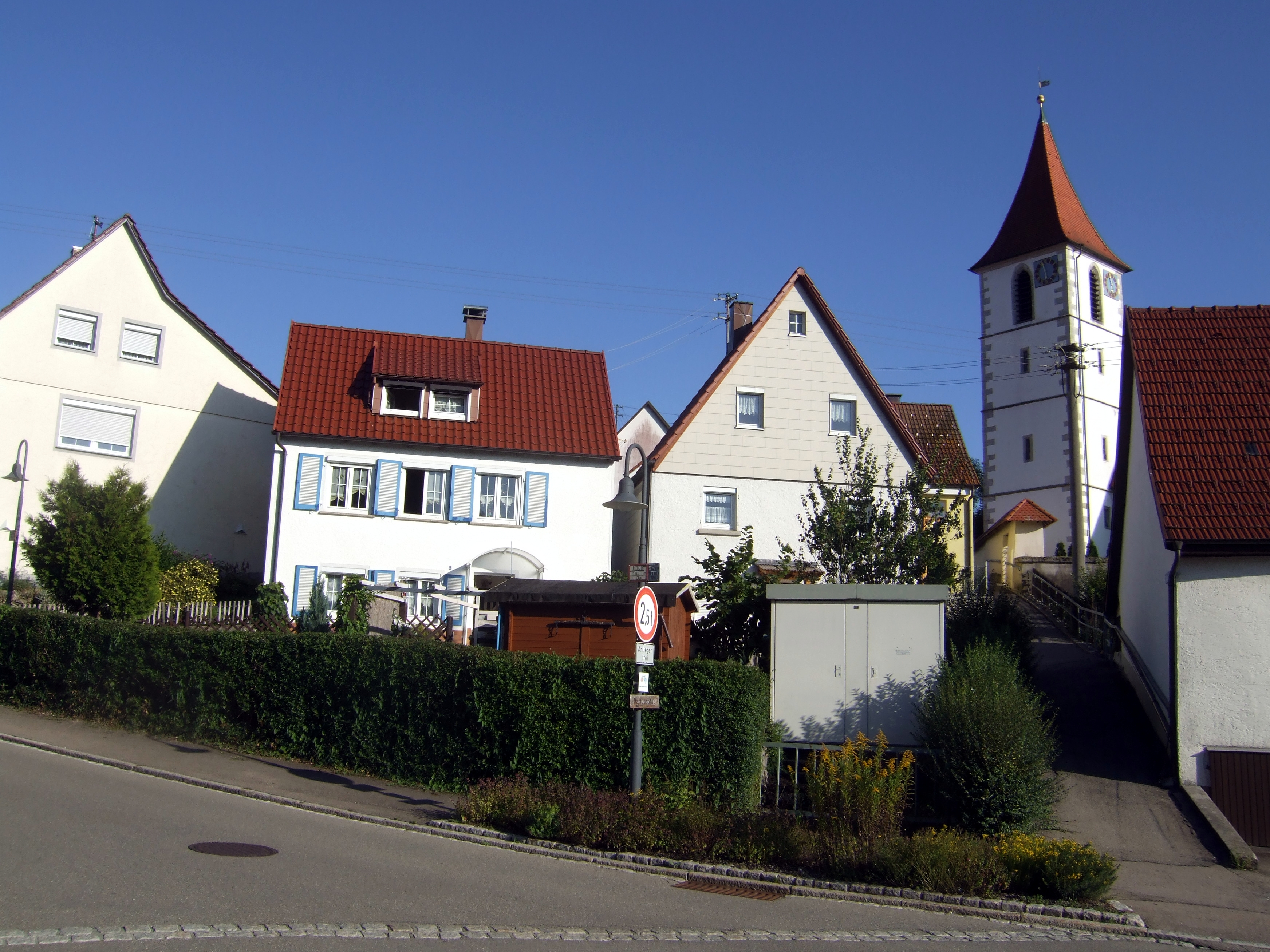
Ortsmitte (von Westen)
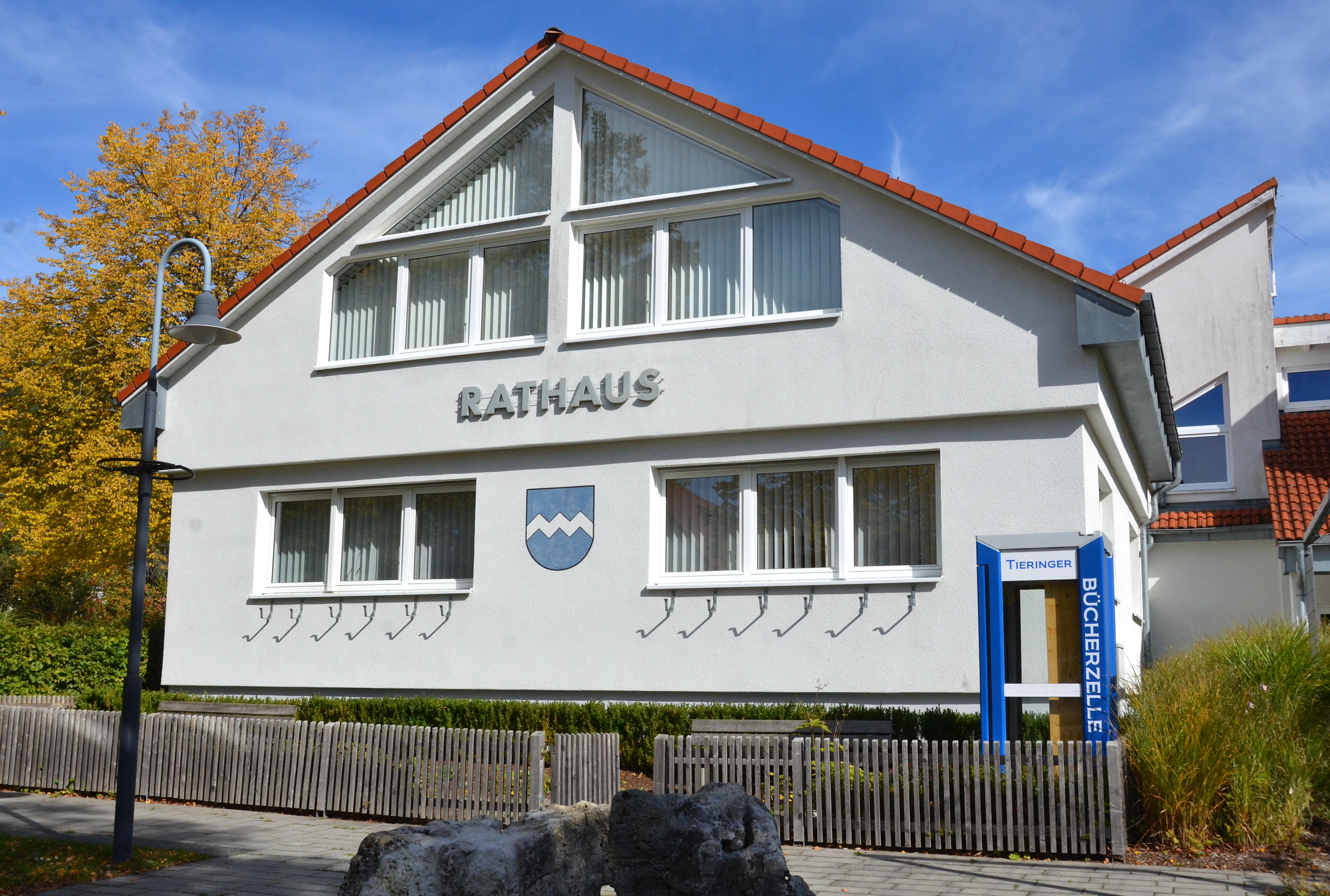
Rathaus und Bücherzelle
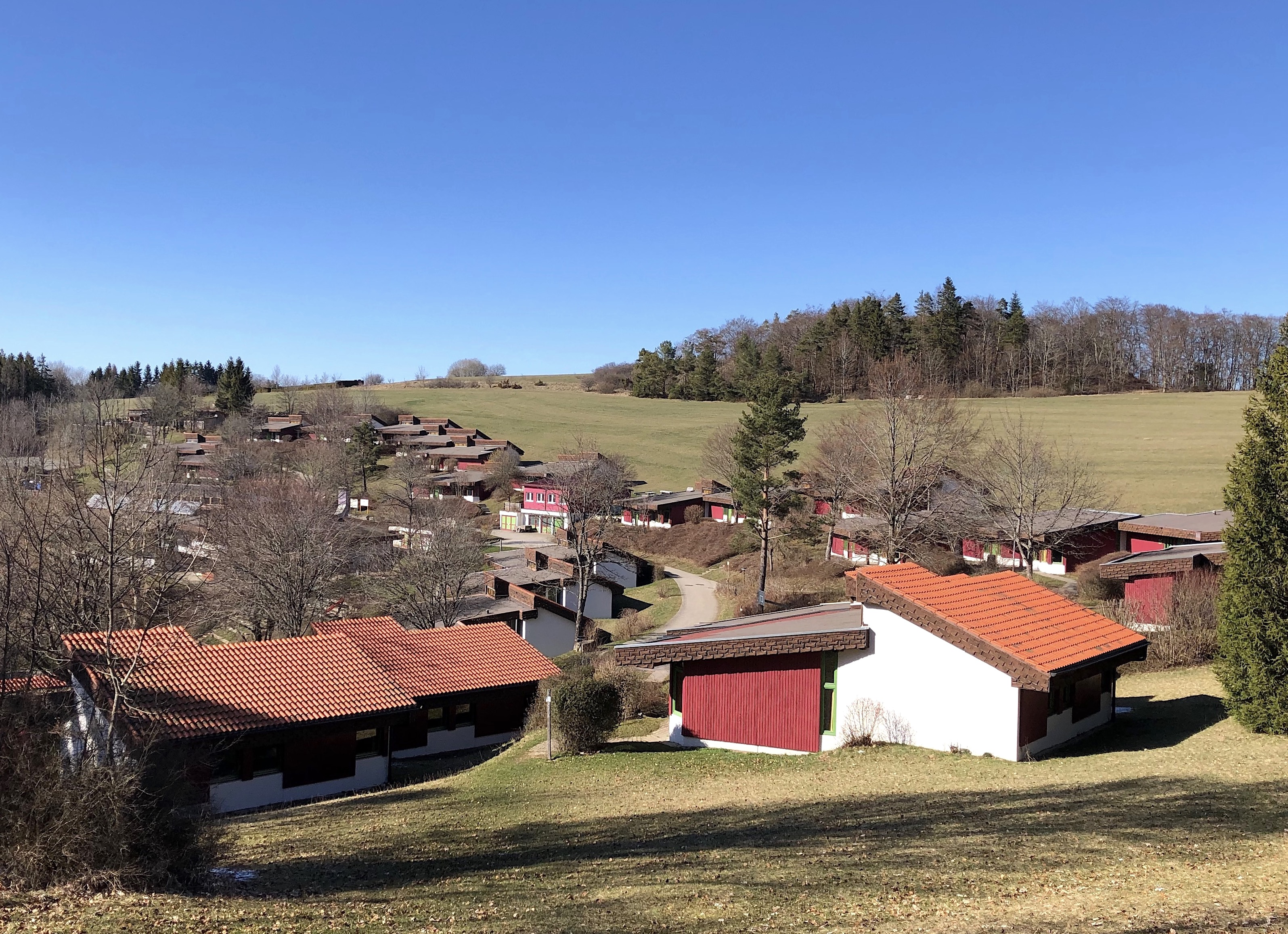
Familienferiendorf (Oberdorf)
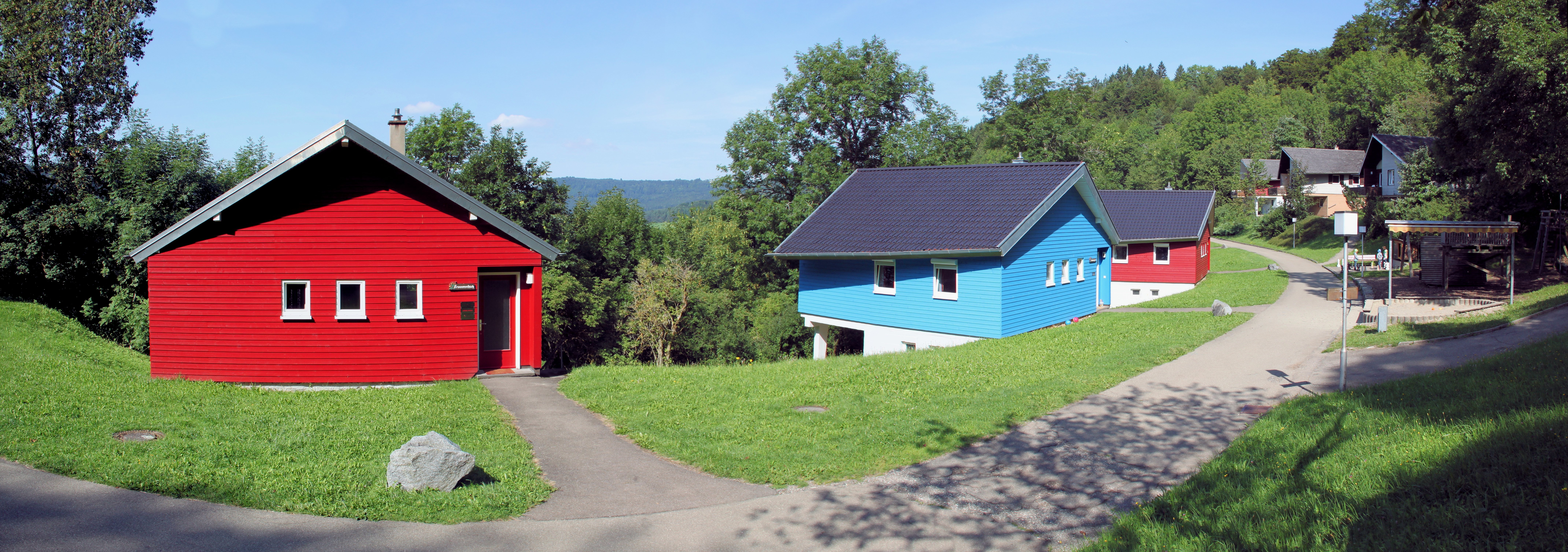
Familienferiendorf (Unterdorf)
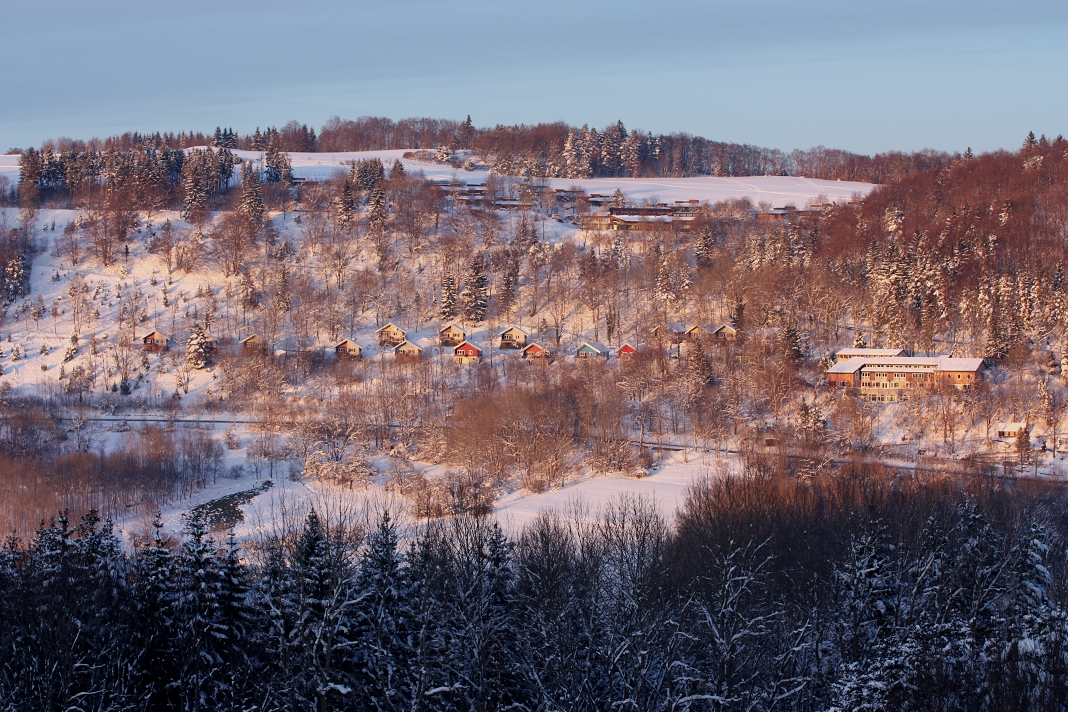
Blick zum Feriendorf und zum Haus Bittenhalde
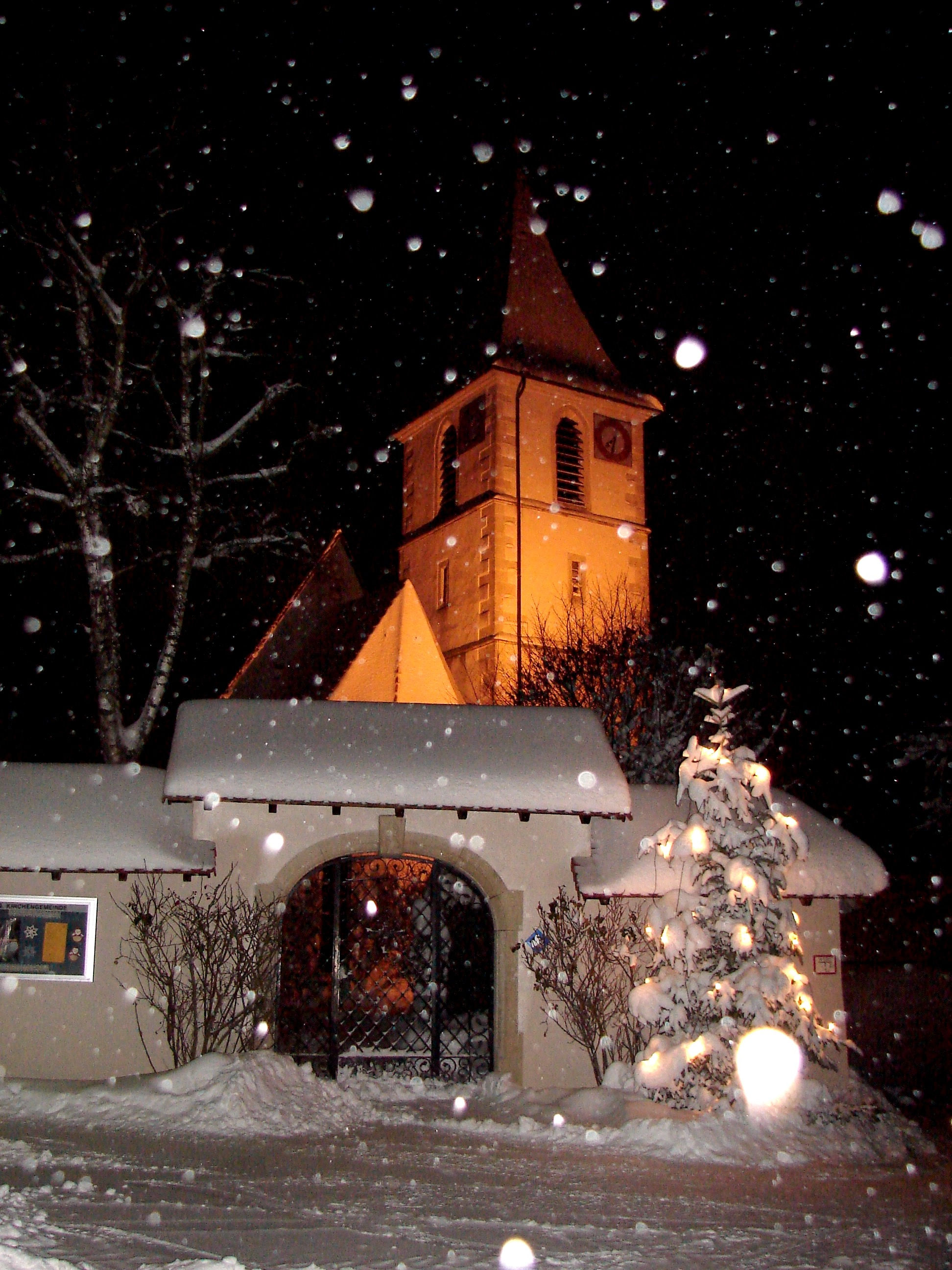
Kirche Unserer lieben Frau
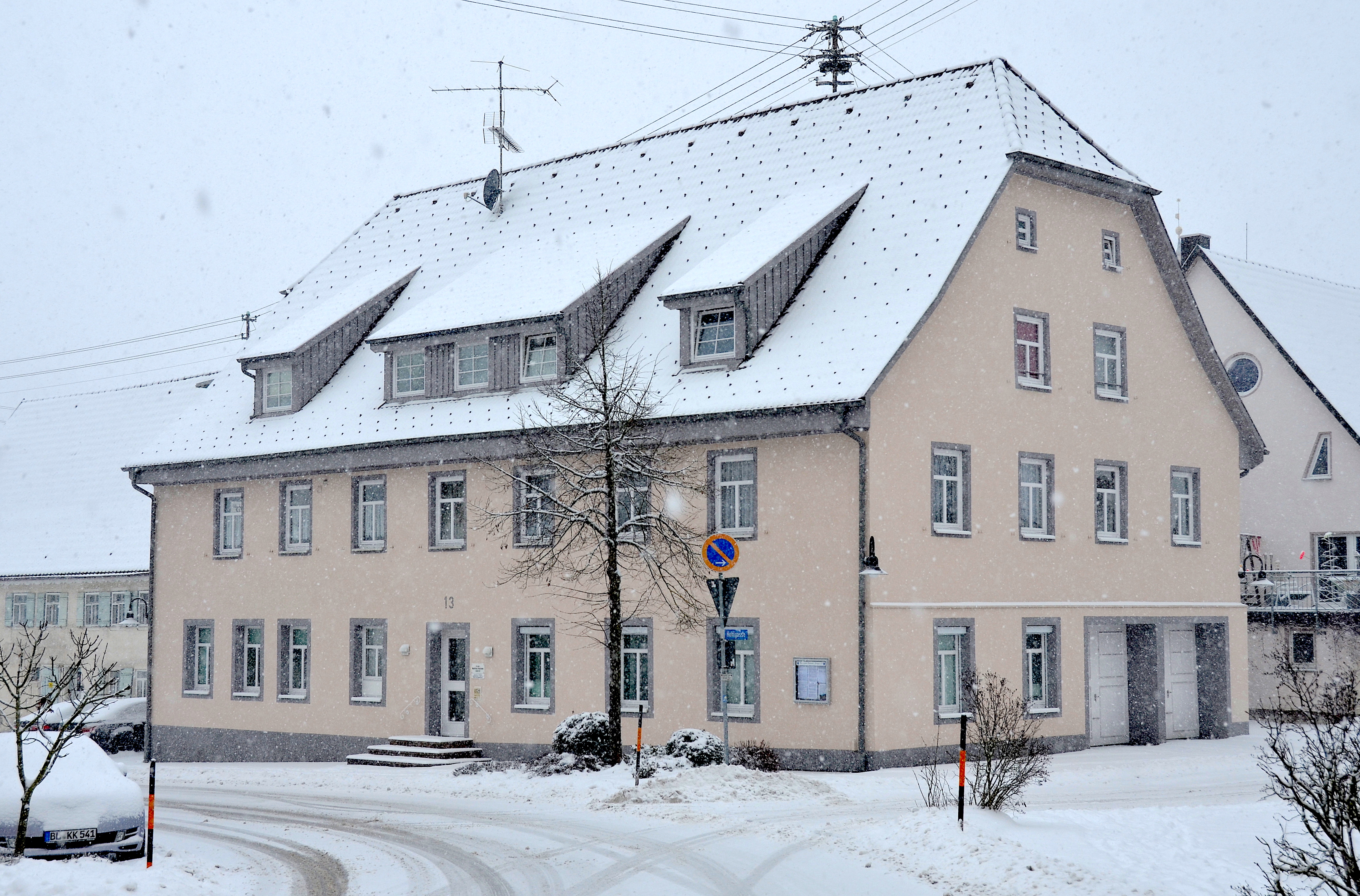
Altes Schulhaus (2019)
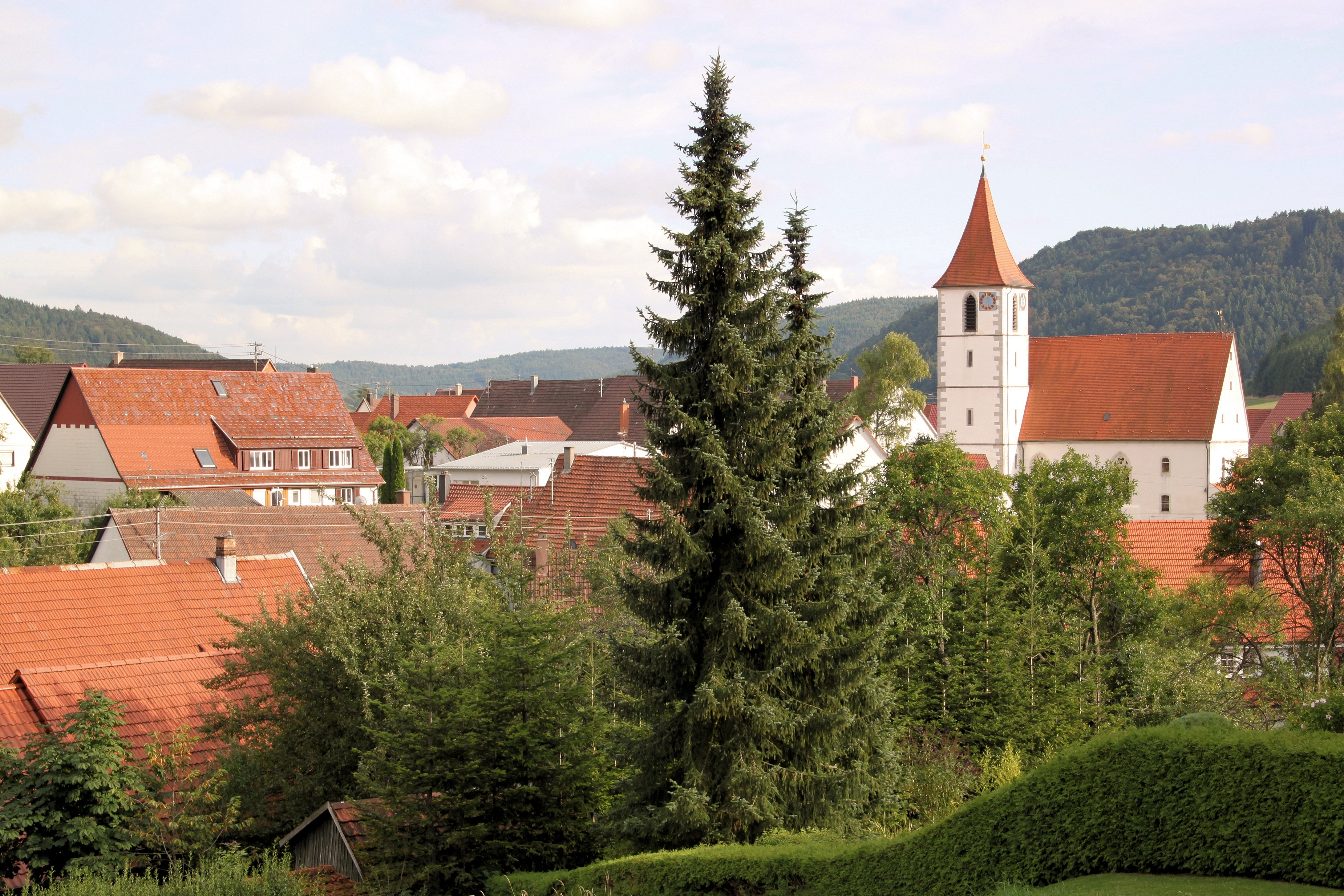
Ortsmitte mit evangelischer Kirche